# Автовокзал
Автовокза́л (автостанція) — комплекс споруд для обслуговування пасажирів міських, приміських і міжміських автобусів, лінійного персоналу, рухомого складу і зберігання вантажів. Основні частини автостанції або автовокзалу — вокзальна будівля, перони для посадки і висадки пасажирів, під'їзд до перону, як правило, ізольований від дороги загального користування.
Автостанції влаштовуються на кінцевих і транзитних пунктах автобусного сполучення, автовокзали — зазвичай тільки на кінцевих.
У вокзальній будівлі розташовані зал очікування, каси для продажу квитків, часто також підприємства громадського харчування та роздрібної торгівлі, камери зберігання, а також службові приміщення (диспетчерська, адміністративні приміщення).
На території автовокзалів і автостанцій є простір для стоянки рухомого складу між рейсами, на великих автовокзалах — також пристрої для миття автобусів.
Різниця між автостанцією і автовокзалом полягає, перш за все, в розмірах. Межа місткості автостанції становить 50 осіб, автовокзалу — мінімум 100 осіб. Деякі автостанції взагалі не мають приміщення для пасажирів, а тільки відкритий павільйон або навіс для захисту від опадів. Завдяки великим розмірам автовокзали також мають у своєму розпорядженні велику кількість допоміжних служб.
Кінцеві зупинки автобусних маршрутів, які менші за автостанцію, називаються диспетчерський пункт (акр. ДП).
Діяльність автостанцій регулюються законом «Про автомобільний транспорт» та Правил надання послуг пасажирського автомобільного транспорту (постанова Кабінету міністрів від 18 лютого 1997 року № 176). Зокрема, п.111 цих правил свідчить, що рішення про відкриття або закриття автостанцій приймається власником з обов'язковим інформуванням органу місцевого самоврядування, на території якого розташовується автостанція.
Держава виставила на торги шість об'єктів «Київпассервісу» в столиці. Це центральний автовокзал «Київ» (Деміївська площа), а також автостанції «Поділ» (вулиця Нижній Вал), «Дарниця» (проспект Леоніда Каденюка), «Полісся» (площа Тараса Шевченка), «Південна» (проспект Академіка Глушкова) й «Дачна» (Берестейський проспект).

## Галерея

Автовокзали України
Вінниця
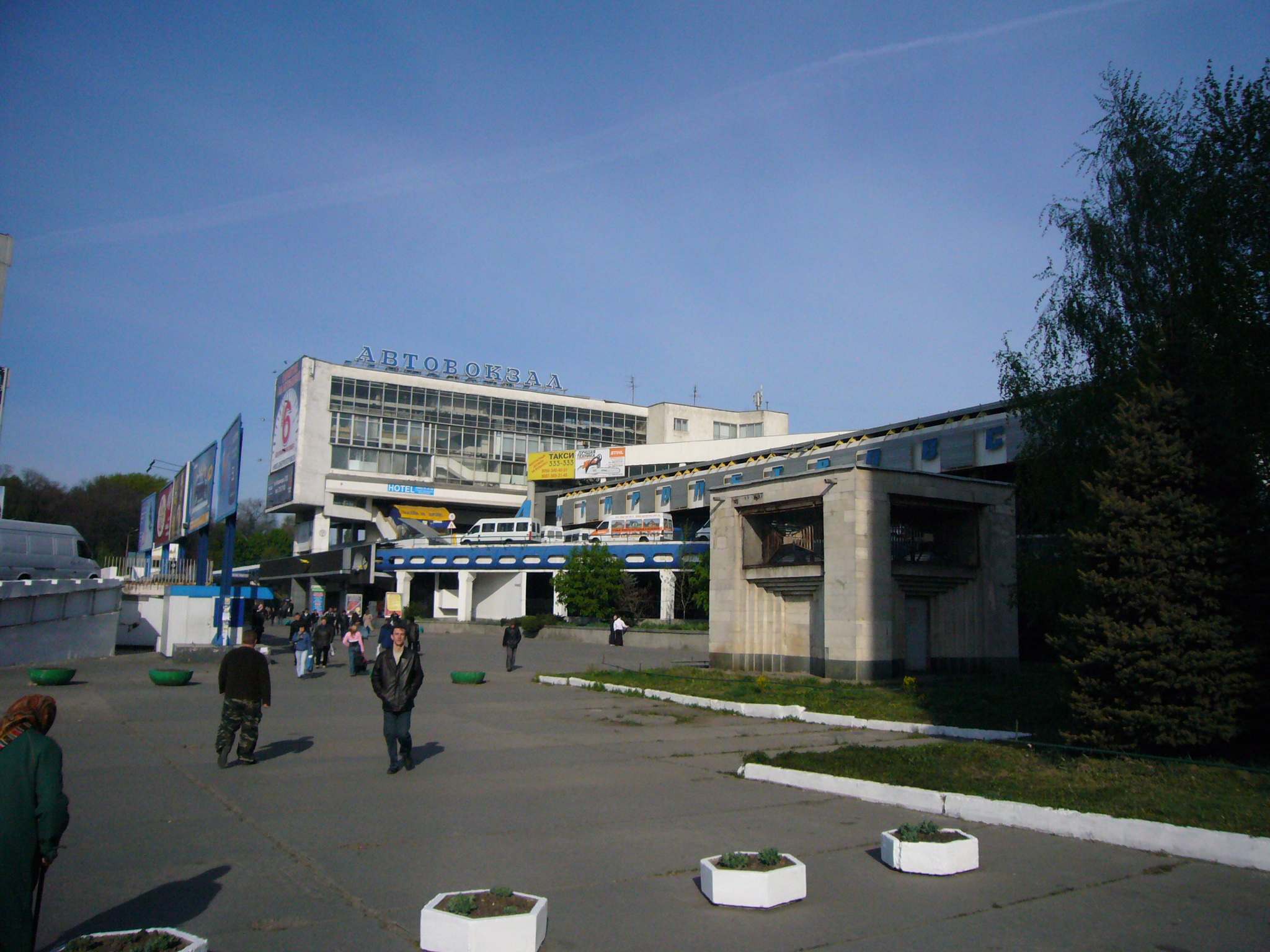
Дніпро
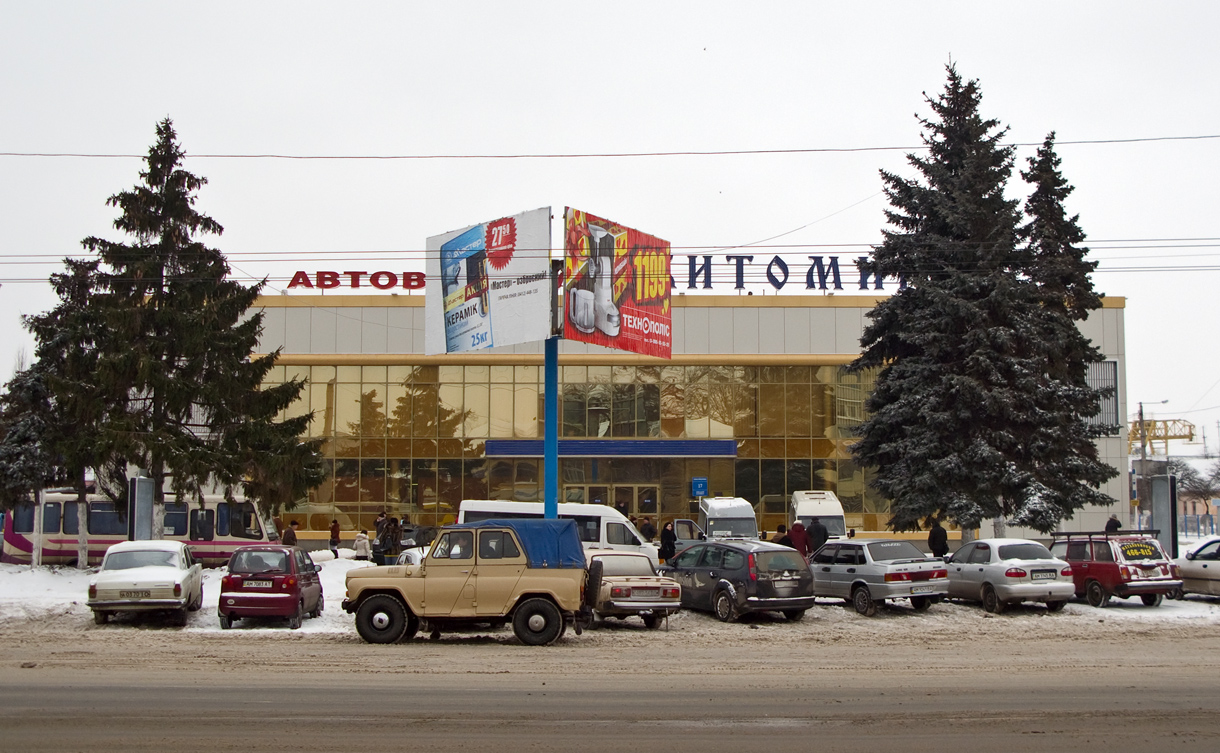
Житомир
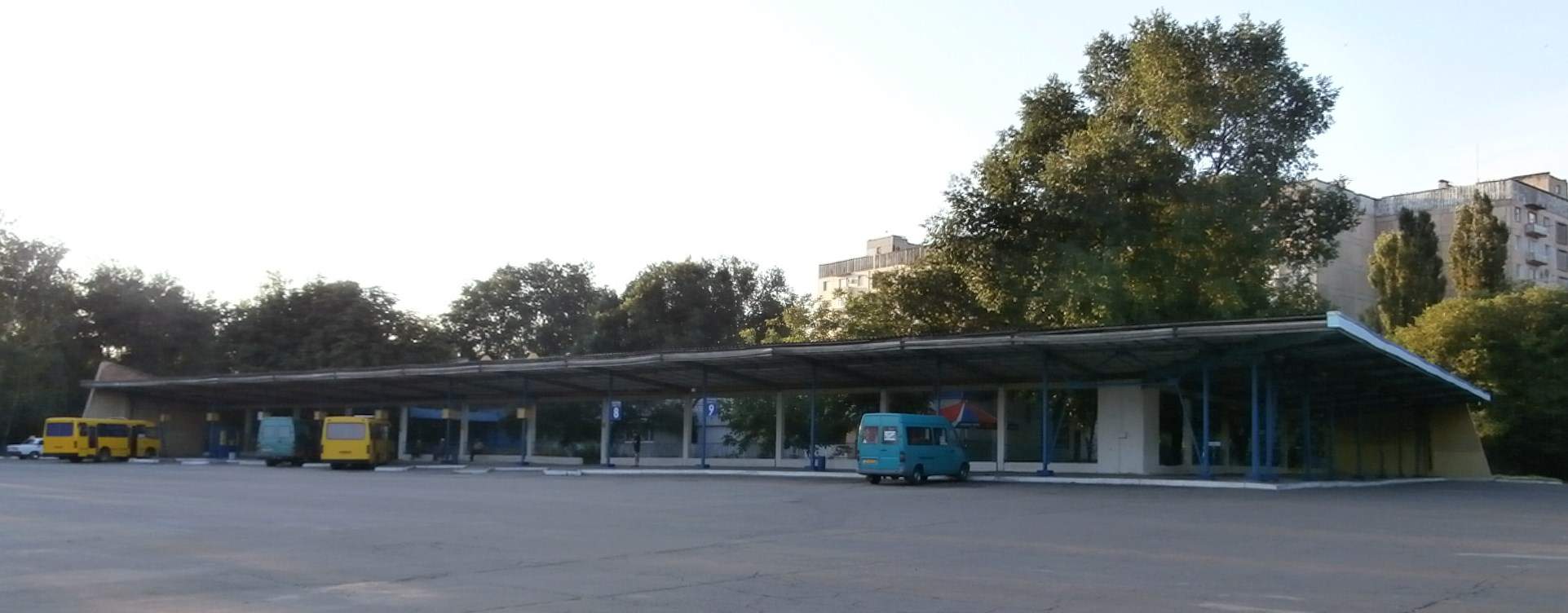
Жовті Води
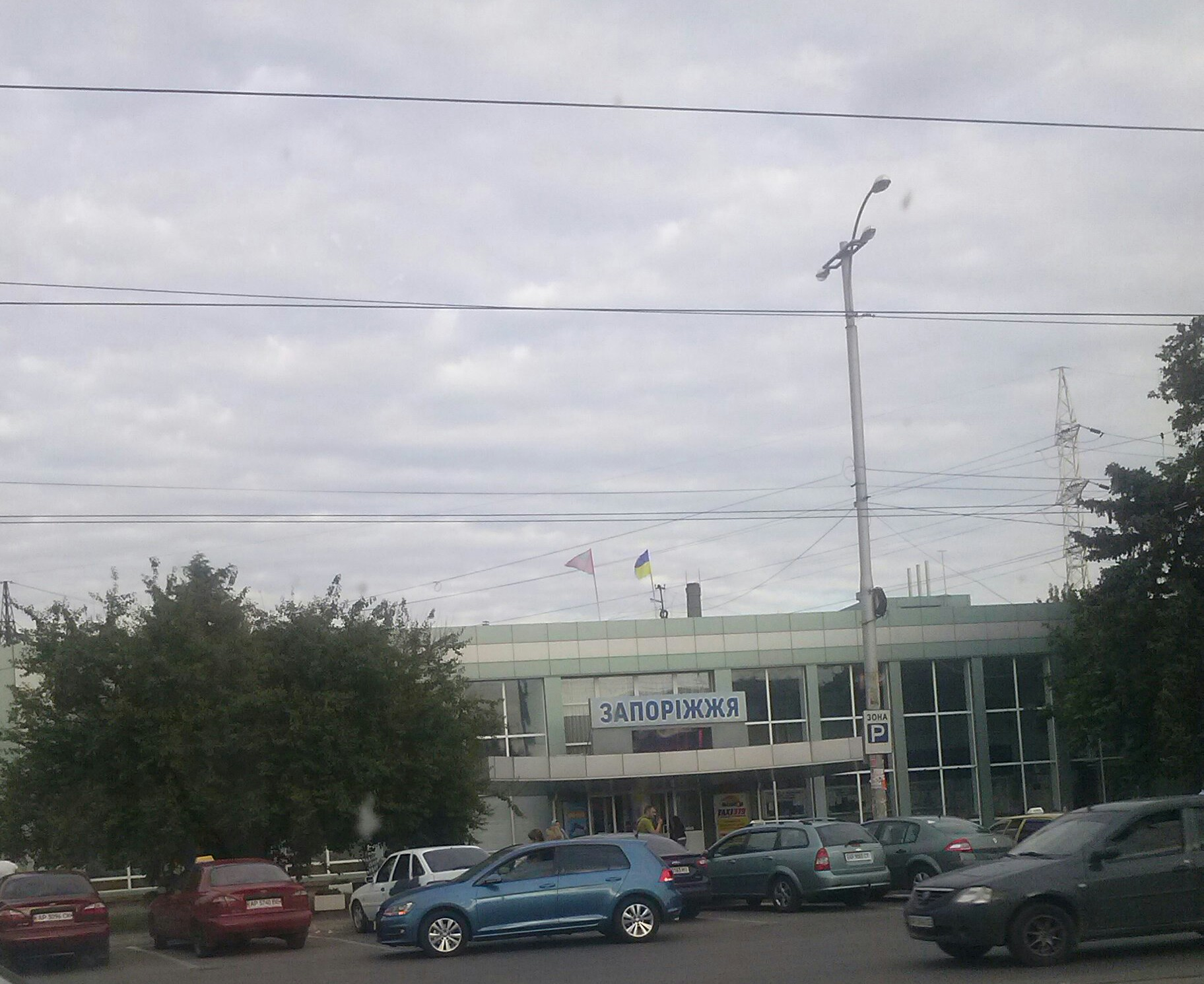
Запоріжжя
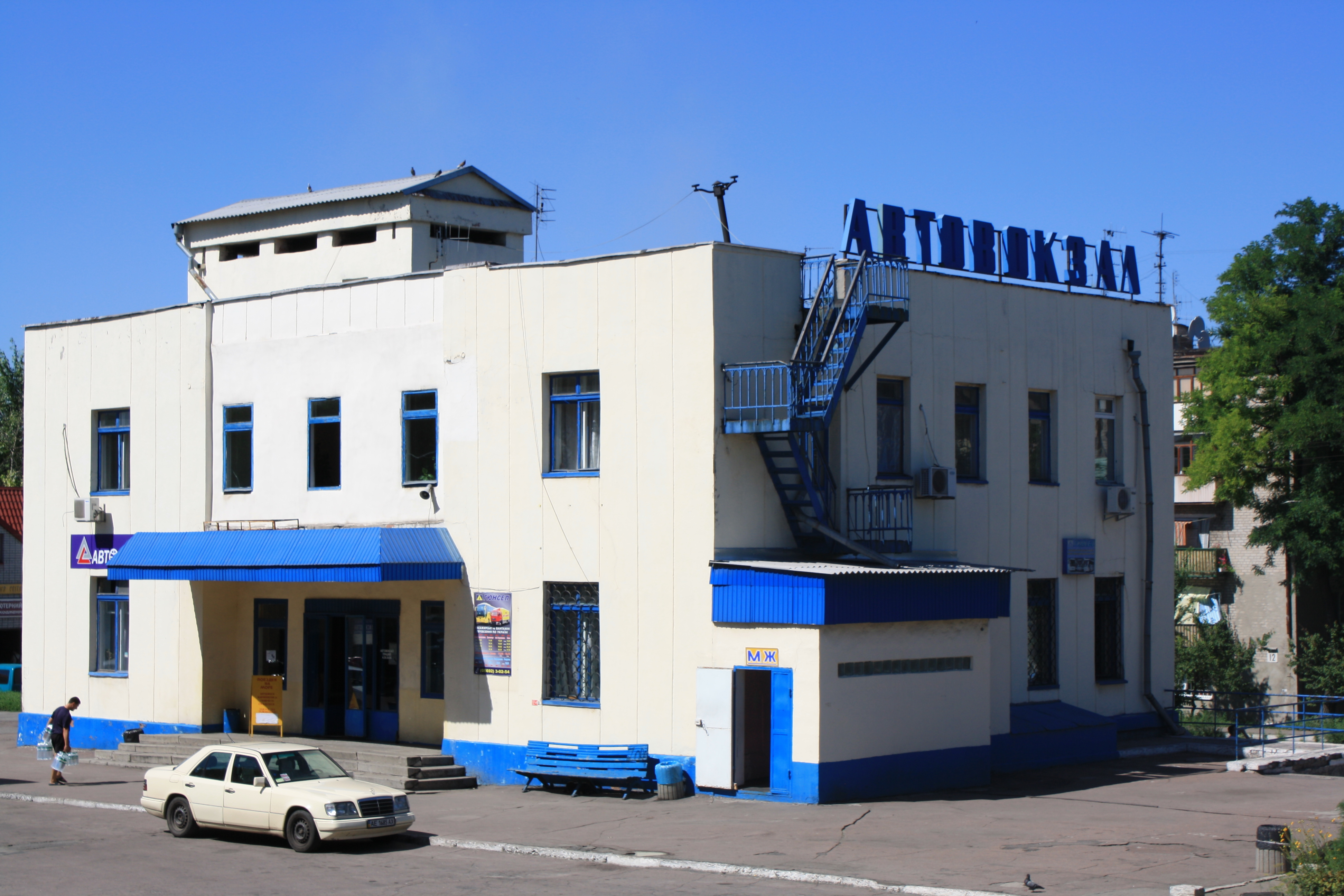
Кам'янське
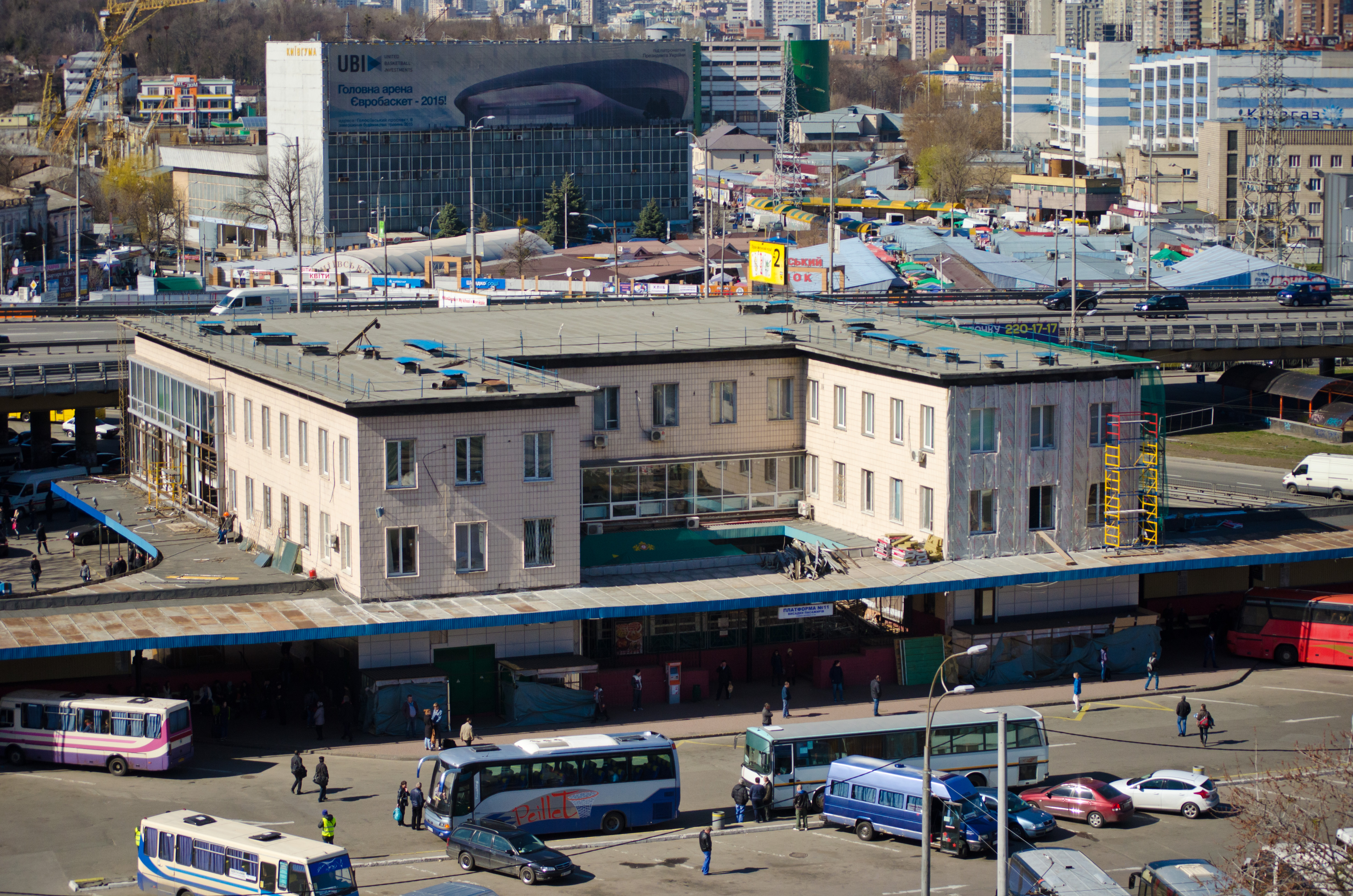
Київ
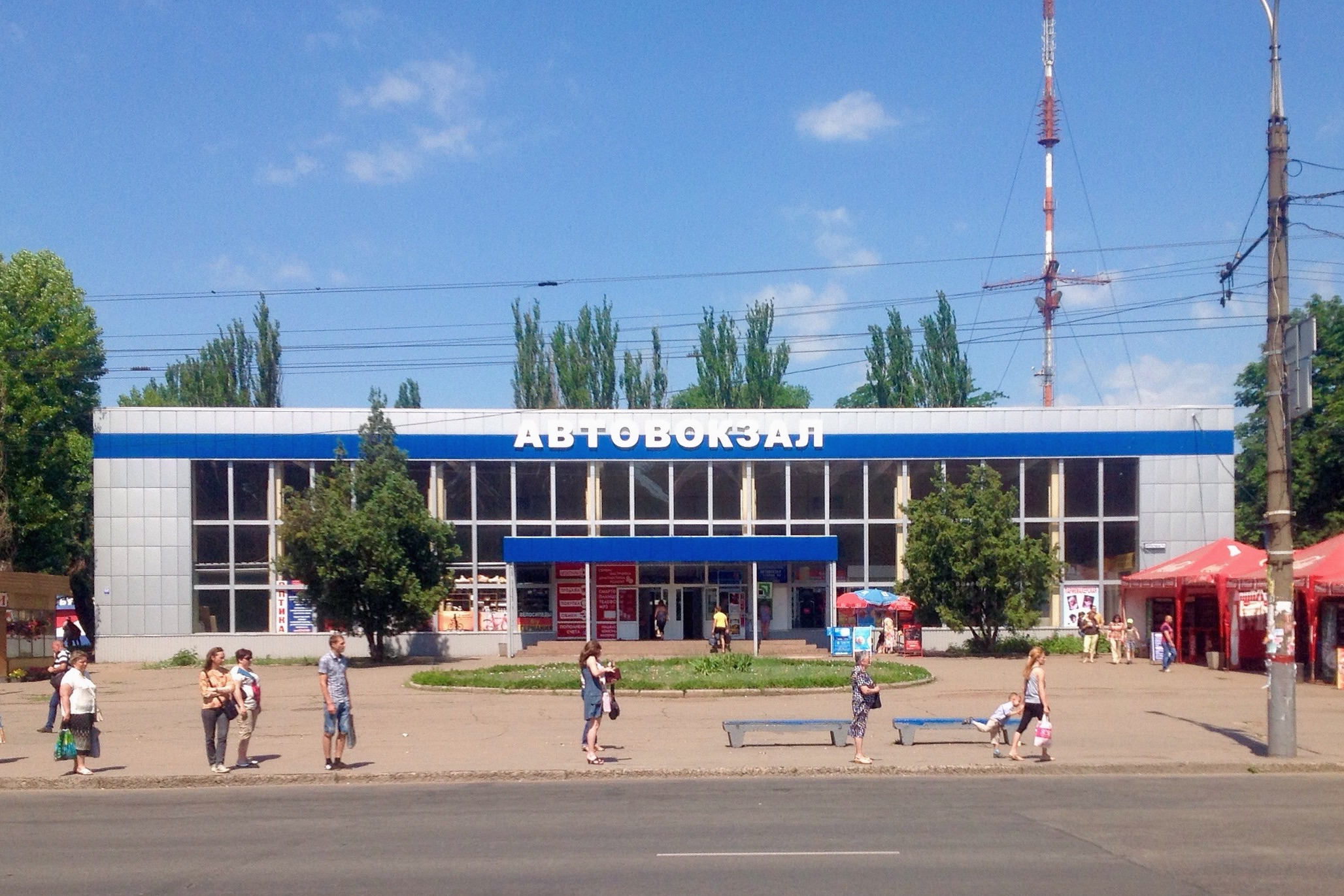
Кривий Ріг
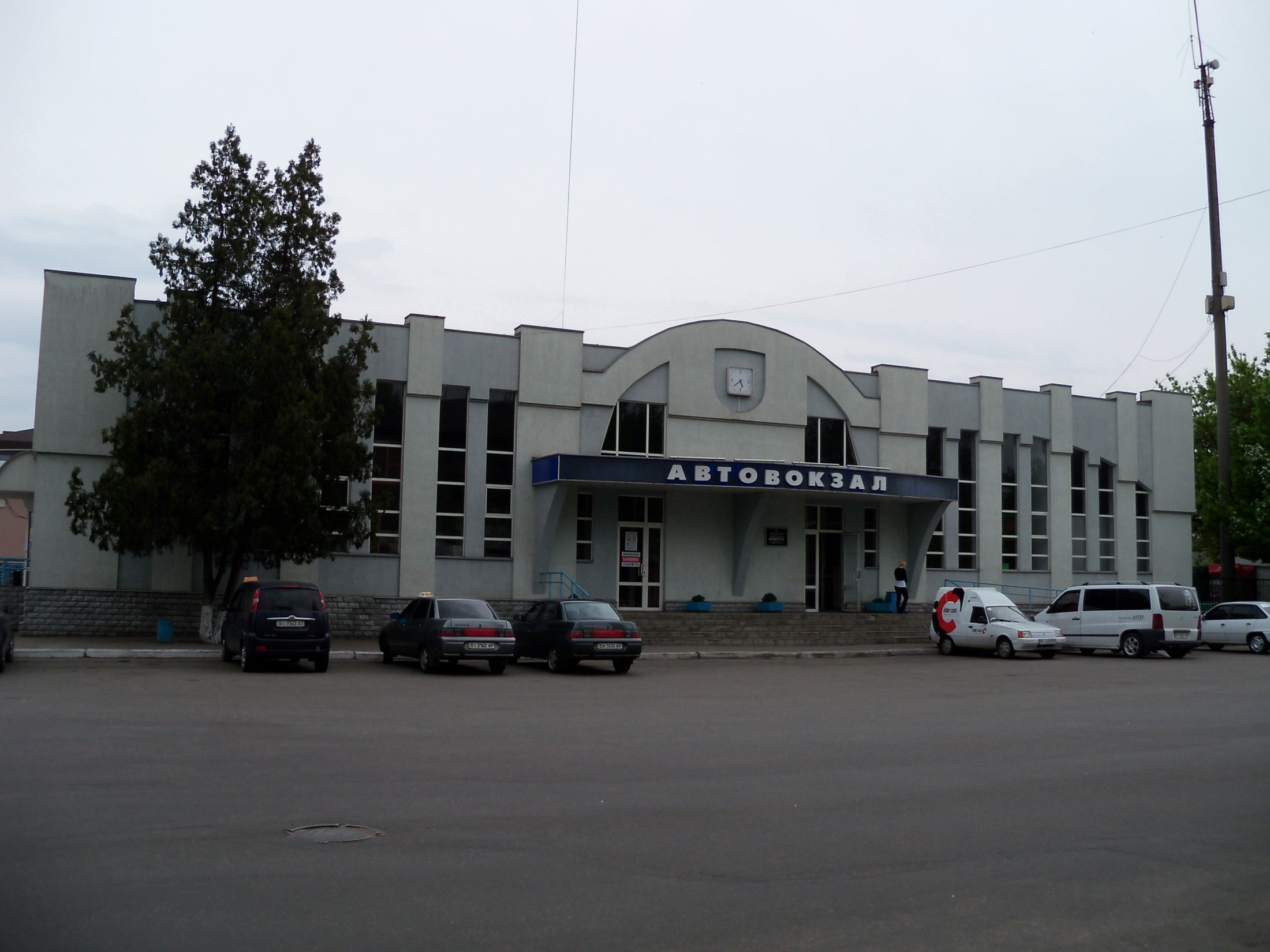
Кременчук
Львів
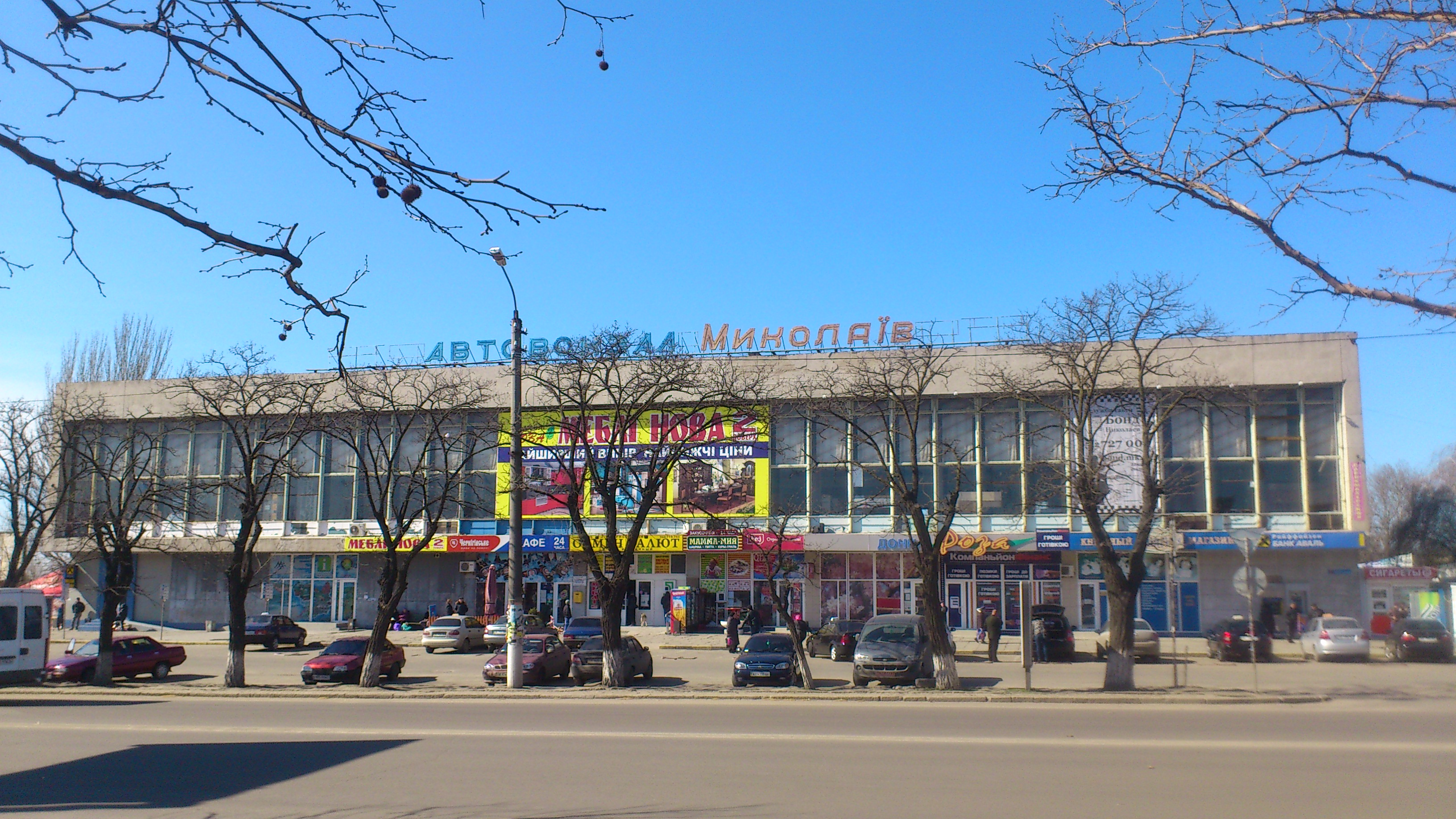
Миколаїв
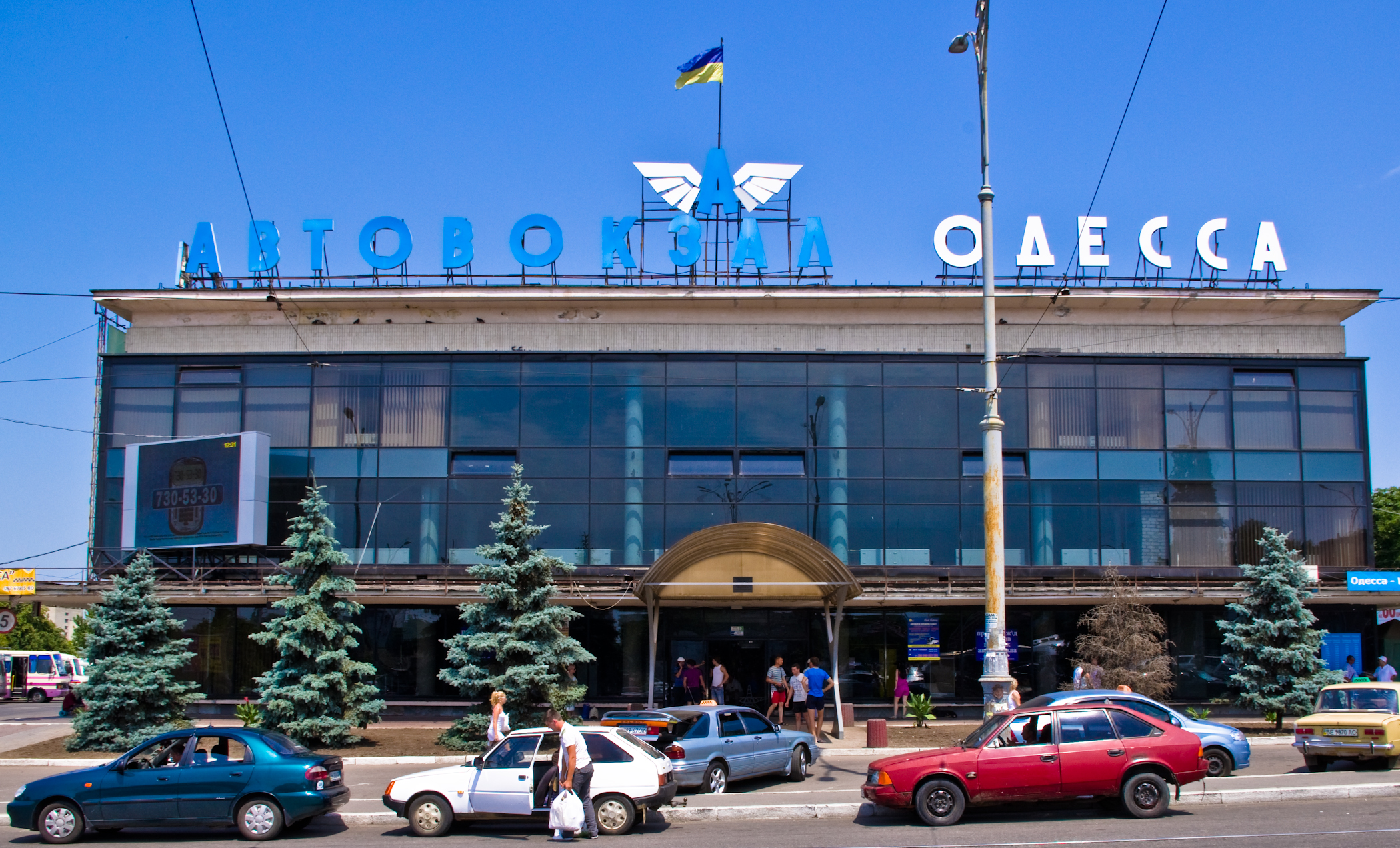
Одеса
Тернопіль
Токмак
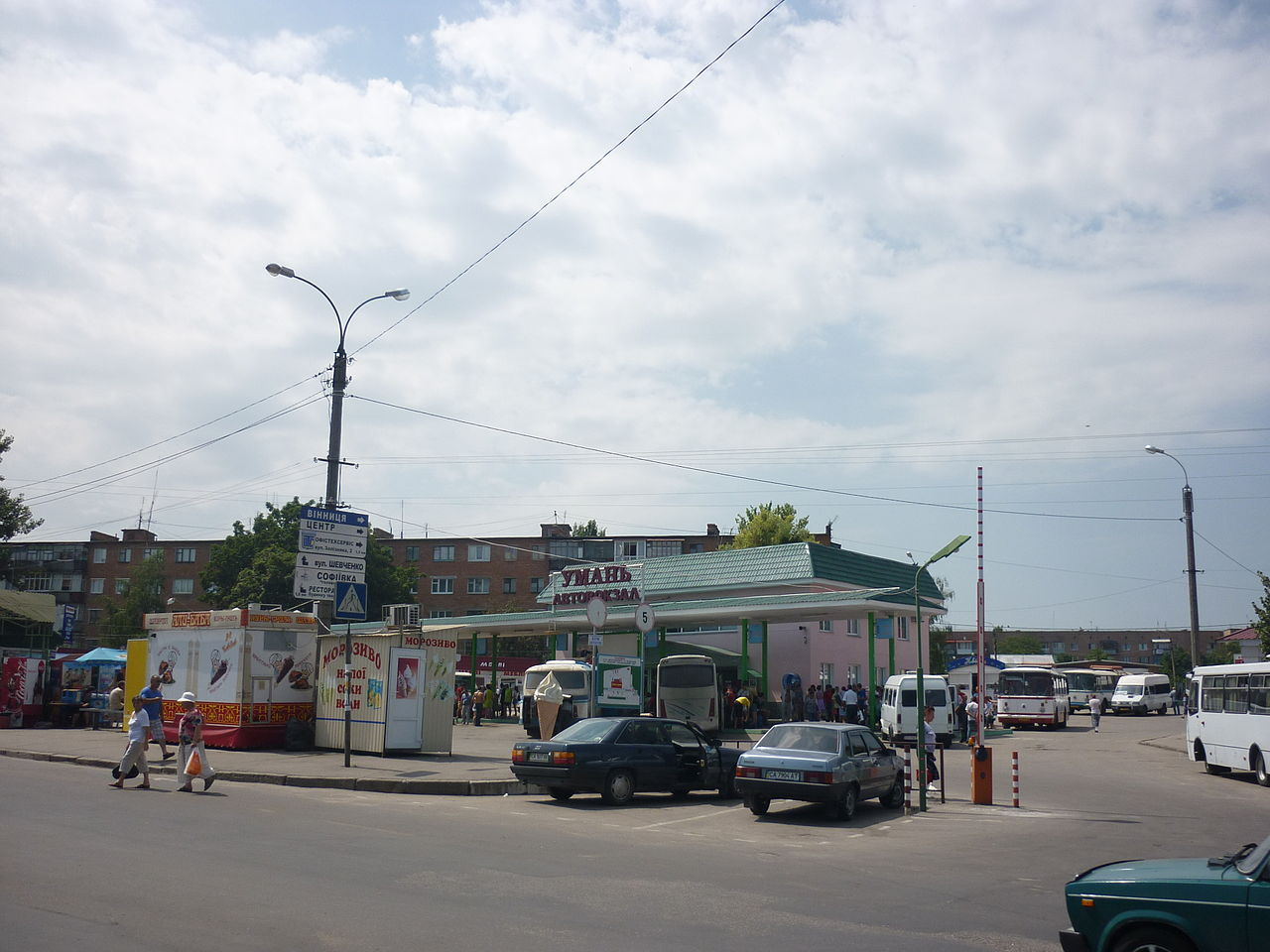
Умань
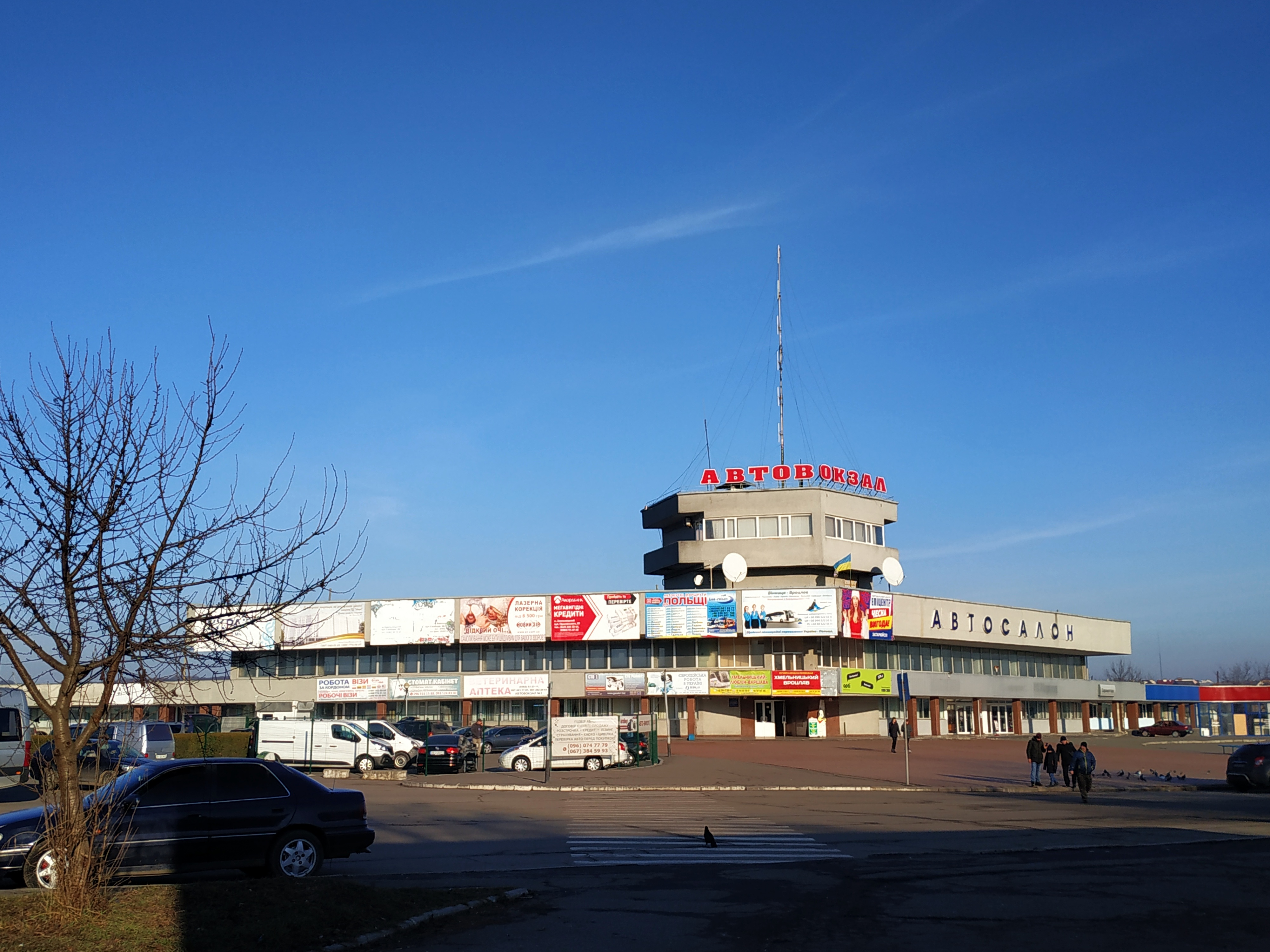
Хмельницький